# Excoecaria agallocha
Excoecaria agallocha är en törelväxtart som beskrevs av Carl von Linné. Excoecaria agallocha ingår i släktet Excoecaria och familjen törelväxter. IUCN kategoriserar arten globalt som livskraftig. Inga underarter finns listade i Catalogue of Life.

## Bildgalleri

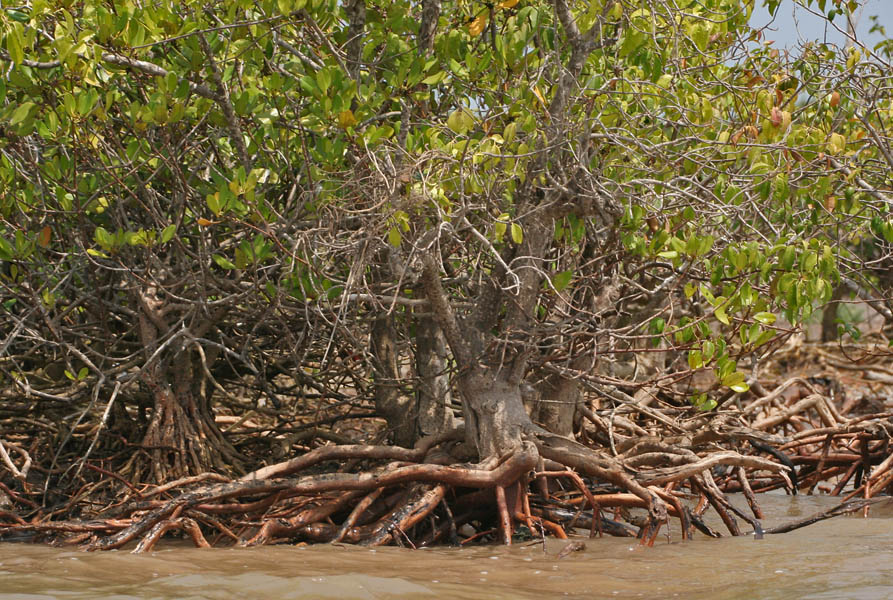
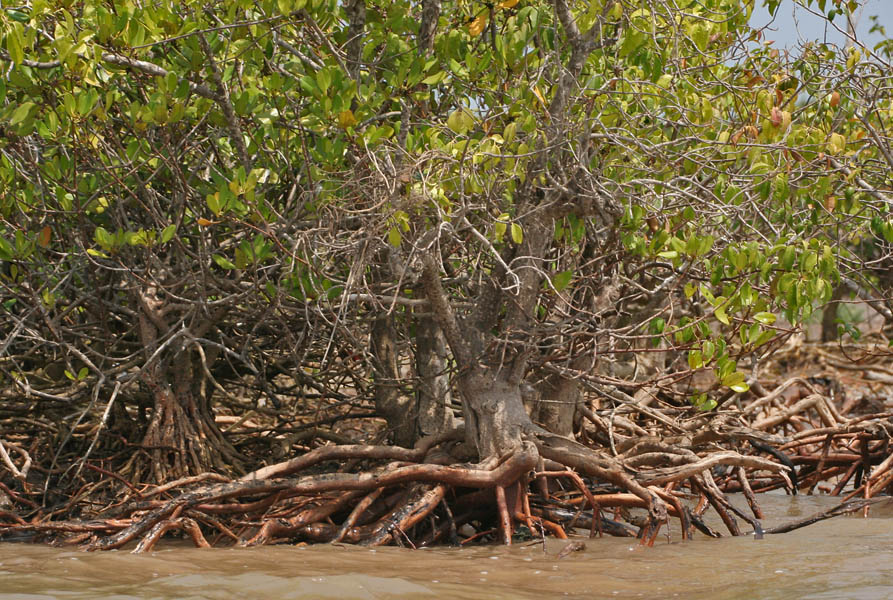
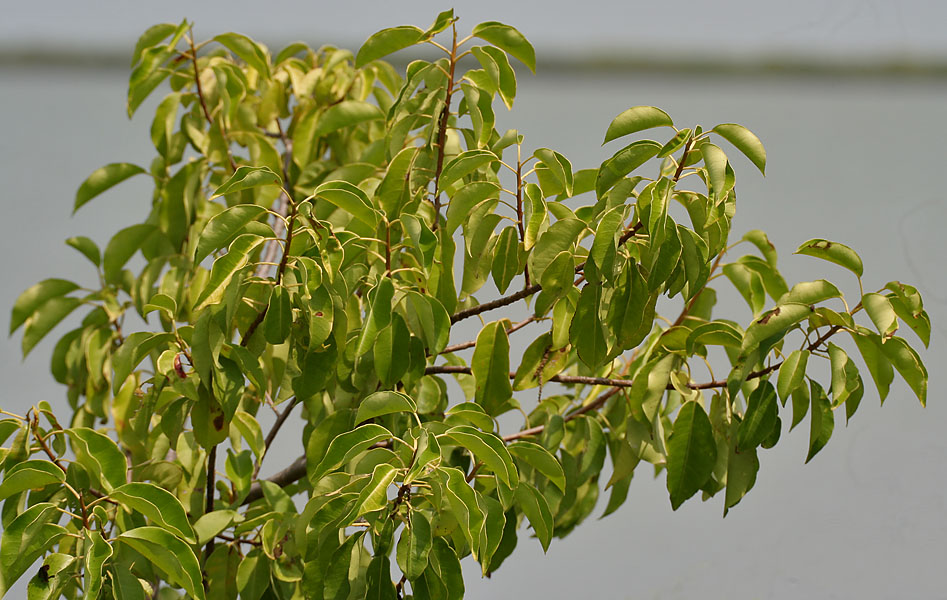
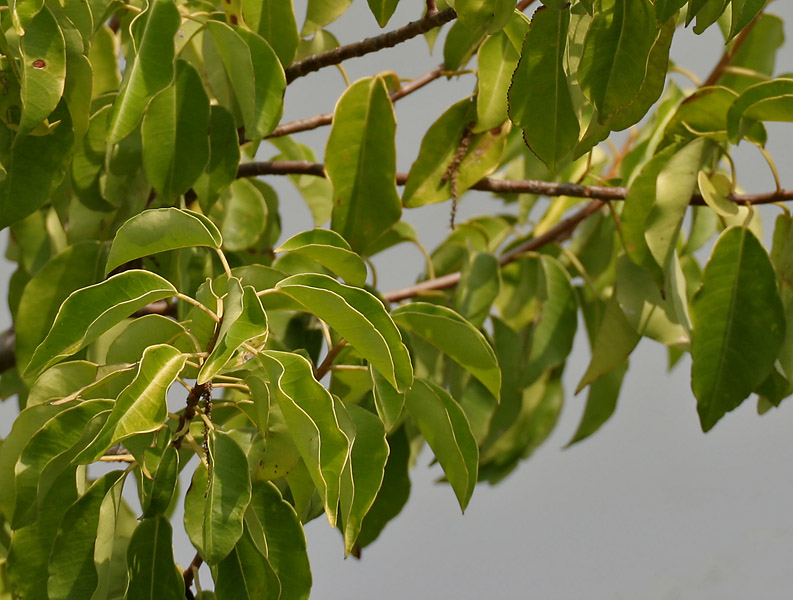
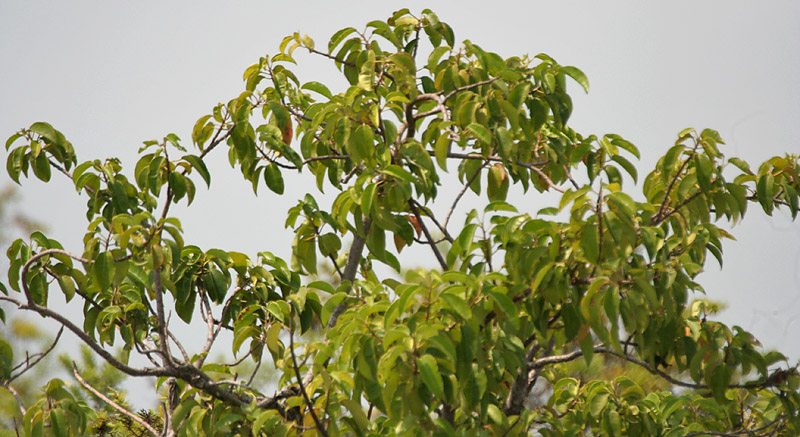
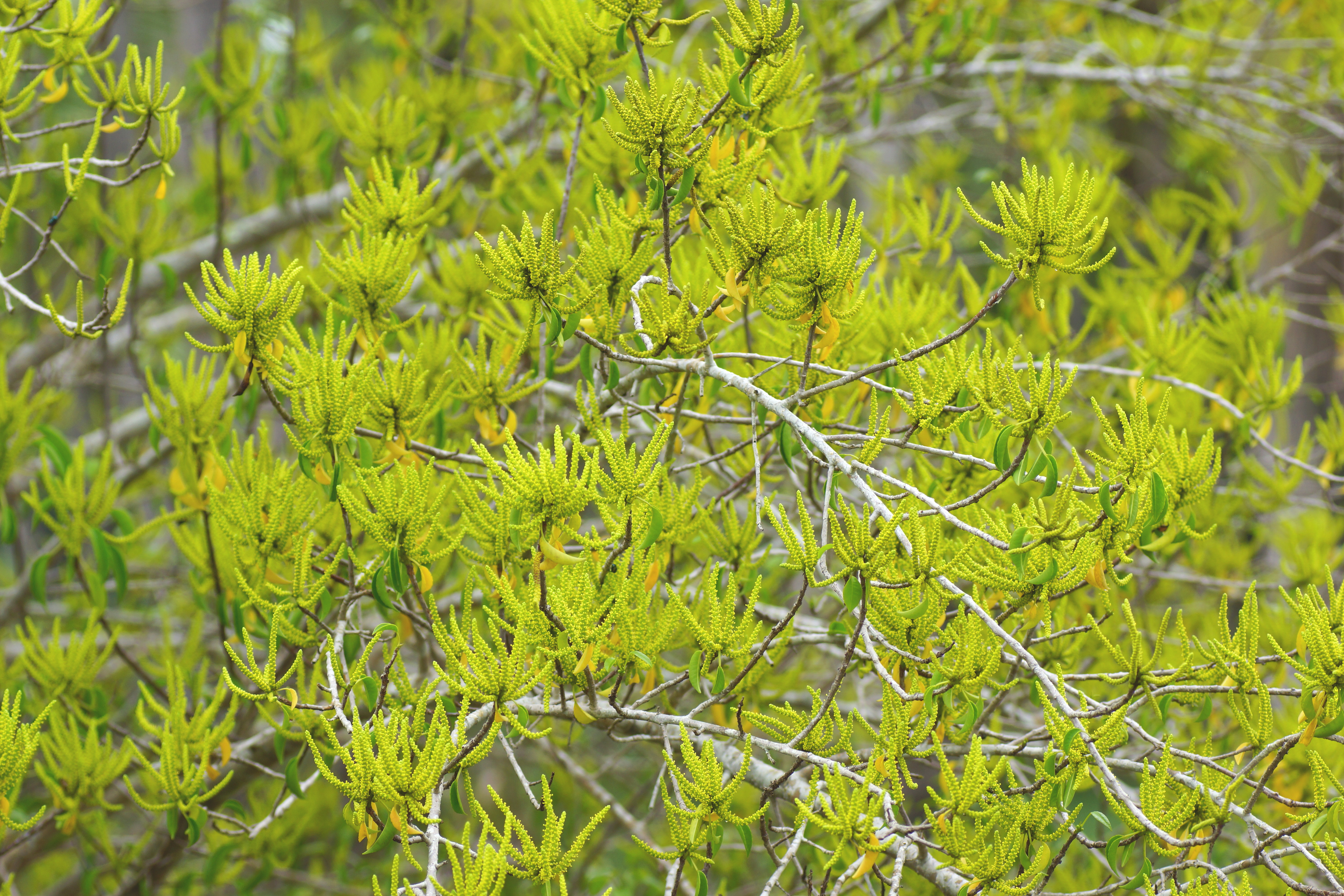